# Barcelona Ladies Open 2010
Barcelona Ladies Open 2010 — тенісний турнір, що проходив на відкритих кортах з ґрунтовим покриттям. Це був 4-й за ліком Barcelona Ladies Open. Належав до категорії International у рамках Туру WTA 2010. Відбувся в David Lloyd Club Turó у Барселоні (Іспанія). Тривав з 10 до 17 квітня 2010 року.

## Учасниці

### Сіяні пари
| Спортсменка                | Країна    | Рейтинг* | Сіяна |
| -------------------------- | --------- | -------- | ----- |
| Франческа Ск'явоне         | Італія    | 17       | 1     |
| Араван Резаї               | Франція   | 20       | 2     |
| Марія Хосе Мартінес Санчес | Іспанія   | 28       | 3     |
| Марія Кириленко            | Росія     | 31       | 4     |
| Сорана Кирстя              | Румунія   | 36       | 5     |
| Хісела Дулко               | Аргентина | 37       | 6     |
| Карла Суарес Наварро       | Іспанія   | 38       | 7     |
| Луціє Шафарова             | Чехія     | 40       | 8     |

- Рейтинг подано станом на 5 квітня 2010.

### Інші учасниці
Нижче наведено учасниць, які отримали вайлд-кард на участь в основній сітці:
- Лурдес Домінгес Ліно
- Аранча Парра Сантонха
- Лаура Поус-Тіо

Нижче наведено гравчинь, які пробились в основну сітку через стадію кваліфікації:
- Алізе Корне
- Сімона Халеп
- Сільвія Солер-Еспіноса
- Маша Зец-Пешкірич

## Переможниці та фіналістки

### Одиночний розряд
Франческа Ск'явоне —  Роберта Вінчі, 6-1, 6-1
- Для Ск'явоне це був перший титул за сезон і 3-й - за кар'єру.

### Парний розряд
Сара Еррані /  Роберта Вінчі —  Тімеа Бачинскі /  Татьяна Гарбін, 6–1, 3–6, [10–2]
- Для Еррані це був четвертий титул в парному розряді за кар'єру, для Вінчі - п'ятий. Для пари це був другий титул у парному розряді за сезон.